# Exomalopsis solidaginis
Exomalopsis solidaginis är en biart som beskrevs av Cockerell 1898. Exomalopsis solidaginis ingår i släktet Exomalopsis och familjen långtungebin. Inga underarter finns listade i Catalogue of Life.